# Ошерович, Гирш
Гирш Ошерович (идиш הירש אָשעראָוויטש‎; 25 июня 1908, Паневежис — 6 июня 1994, Тель-Авив) — еврейский поэт, писал на идише.

## Биография
В 1928 окончил еврейскую гимназию, в 1933 — юридический факультет Каунасского университета.
С 1930-х годов начал сотрудничать в прессе на идиш. Во время Второй мировой войны жил в эвакуации в Алма-Ате, потом поселился в Вильнюсе. В 1940-х годах написал поэму «Поневеж».
В 1949 году получил десять лет «за антисоветскую и националистическо-сионистскую деятельность». В 1956 году реабилитирован, вернулся в Вильнюс. Вскоре вышел его сборник на русском «Мой добрый клён» в переводе Арсения Тарковского. Был членом редколлегии «Советиш геймланд» со дня основания и до репатриации в Израиль в 1971 году. В Израиле у него вышли несколько книг на идиш, в том числе «Поэмы ТАНАХа», «Молох» входит в этот цикл. Написана была эта поэма ещё в Вильнюсе, в 1962 году.
Лауреат премии Ицика Мангера, самой престижной израильской премии за произведения на идиш, и ряда других израильских и зарубежных литературных премий. Был членом Израильского союза писателей и журналистов на идишe.